# Districtul autonom tibetan Muli
Districtul autonom tibetan Muli (în chineză: 木里藏族自治县; pinyin: Mùlǐ Zàngzú Zìzhìxiàn; în tibetană སྨི་ལི་རང་སྐྱོང་རྫོང་ / smi-li rang-skyong-rdzong; în yi: ꃆꆹꀒꋤꊨꏦꏱꅉꑤ / mup li op zzup zyt jie jux dde xiep) este un district autonom din prefectura autonomă Liangshan Yi din sud-vestul provinciei Sichuan a Chinei, învecinându-se la sud-vest cu provincia Yunnan. Este o regiune îndepărtată, muntoasă și împădurită, cu puține drumuri. Cele mai înalte vârfuri au înălțime de aproape 6.000 de metri.
Cei trei munți sacri (Shenrezig, Jambeyang și Chanadorje) din Parcul Natural Yading se întind către vest în districtul Daocheng, fiind greu accesibili pe un traseu montan dificil din localitatea Chabulang, aflată în nordul districtului Muli. Principala așezare umană este orașul Muli, situat la altitudine și care domină o regiune muntoasă. Tibetanii și etnia yi sunt puternic reprezentate. 

## Istoric
Districtul autonom tibetan Muli este succesorul fostului regat Muli, descris de Joseph Rock, botanistul austriac care a călătorit în provincia Yunnan și a descris în revista National Geographic expedițiile sale în regatul Muli, până la preluarea puterii de către comuniștii chinezi în anii 1930 și executarea ultimului rege în 1935. 
Scriitorul englez James Hilton a adus faimă acestei regiuni, imaginând o vale pierdută numită Shangri-La la marginea Tibetului în romanul său Orizont pierdut (1933), care va fi ecranizat în 1937 de regizorul american Frank Capra în filmul Ultimul orizont.

## Demografie
Populația districtului era de 122.112 locuitori în 1999. Majoritatea populației este formată din etnicii tibetani și yi, precum și din etnici pumi și naxi. Există, de asemenea, unii etnici mongoli care s-au stabilit aici după expedițiile de pacificare ale lui Kublai Khan din secolul al XI-lea.
| Naționalitate | Populație | Procent |
| ------------- | --------- | ------- |
| Tibetani      | 40.312    | 32,39%  |
| Yi            | 34.489    | 27,71%  |
| Han           | 27.199    | 21,85%  |
| Miao          | 8.371     | 6,73%   |
| Mongoli       | 8.035     | 6,46%   |
| Naxi          | 4.317     | 3,47%   |
| Buyei         | 988       | 0,79%   |
| Zhuang        | 403       | 0,32%   |
| Lisu          | 124       | 0,1%    |
| Hui           | 91        | 0,07%   |
| Bai           | 91        | 0,07%   |
| Manciurieni   | 15        | 0,01%   |
| Alții         | 27        | 0,02%   |

## Legături externe
- zh  Site-ul administrației Arhivat în 3 iulie 2019, la Wayback Machine.
- zh  Pagină descriptivă Arhivat în 8 iulie 2007, la Wayback Machine.